# Championnat des Maldives de football 2013
Navigation
Saison précédente Saison suivante
La saison 2013 du Championnat des Maldives de football est la soixante-deuxième édition du championnat national aux Maldives.
La compétition reprend le format utilisé de la saison précédente et se déroule en deux phases distinctes :
- Les huit formations sont regroupées au sein d'une poule unique et s'affrontent deux fois, les deux derniers doivent participer à la poule de promotion-relégation.
- Les six meilleures équipes de la poule sont regroupées au sein d'une poule unique et s'affrontent une nouvelle fois.

C’est le tenant du titre, New Radiant, qui est à nouveau sacré cette saison après avoir terminé en tête du classement final, avec vingt points d'avance sur Maziya SRC. Il s'agit du dixième titre de champion des Maldives de l'histoire du club, qui réussit même le doublé en remportant la Coupe des Maldives également face à Maziya.

## Les clubs participants
| - Victory SC - Maziya SRC - Club Valencia - VB Addu FC - New Radiant - BG Sports - Promu de D2 - All Youth Linkage FC - Club Eagles |

## Compétition
Le barème de points servant à établir le classement se décompose ainsi :
- Victoire : 3 points
- Match nul : 1 point
- Défaite : 0 point

### Classement
| Rang | Équipe               | Pts | J  | G  | N | P | Bp | Bc | Diff |
| ---- | -------------------- | --- | -- | -- | - | - | -- | -- | ---- |
| 1    | New Radiant'T'C      | 42  | 14 | 14 | 0 | 0 | 51 | 4  | +47  |
| 2    | Maziya SRC           | 28  | 14 | 9  | 1 | 4 | 30 | 14 | +16  |
| 3    | Club Valencia        | 21  | 14 | 6  | 3 | 5 | 21 | 21 | 0    |
| 4    | BG SportsP           | 17  | 14 | 5  | 2 | 7 | 14 | 18 | -4   |
| 5    | All Youth Linkage FC | 15  | 14 | 4  | 3 | 7 | 10 | 22 | -12  |
| 6    | Club Eagles          | 14  | 14 | 3  | 5 | 6 | 15 | 24 | -9   |
| 7    | Victory SC           | 12  | 14 | 3  | 3 | 8 | 10 | 27 | -17  |
| 8    | VB Addu FC           | 9   | 14 | 2  | 3 | 9 | 13 | 34 | -21  |

|  | Qualification pour la seconde phase                        |
|  | Participation à la poule de promotion-relégation           |
|  | T : Tenant du titre C : Vainqueur de la Coupe des Maldives |

### Matchs
| Résultats (▼dom., ►ext.) | NRa | Maz | Val | BGS | AYL | Eag | Vic | VBA  |
| New Radiant              |     | 4-2 | 5-0 | 5-0 | 1-0 | 3-0 | 4-0 | 10-1 |
| Maziya SRC               | 0-2 |     | 2-3 | 1-0 | 2-0 | 2-0 | 4-0 | 0-2  |
| Club Valencia            | 1-2 | 0-2 |     | 2-3 | 1-0 | 1-0 | 1-2 | 5-0  |
| BG Sports                | 0-1 | 0-2 | 1-2 |     | 1-0 | 2-4 | 2-0 | 1-0  |
| All Youth Linkage FC     | 0-5 | 1-1 | 1-1 | 2-0 |     | 0-4 | 0-4 | 0-0  |
| Club Eagles              | 0-5 | 0-3 | 2-2 | 1-1 | 0-2 |     | 0-0 | 1-1  |
| Victory SC               | 0-3 | 0-4 | 0-0 | 1-1 | 0-2 | 0-2 |     | 0-3  |
| VB Addu FC               | 0-2 | 2-5 | 1-2 | 1-2 | 0-2 | 1-1 | 1-3 |      |

#### Seconde phase
| Rang | Équipe               | Pts | J  | G  | N | P  | Bp | Bc | Diff |  | Résultats (▼ dom., ► ext.) | NRa | Maz | BGS | AYL  | Val | Eag |
| ---- | -------------------- | --- | -- | -- | - | -- | -- | -- | ---- |  | -------------------------- | --- | --- | --- | ---- | --- | --- |
| 1    | New Radiant'T'C      | 57  | 19 | 19 | 0 | 0  | 73 | 5  | +68  |  | New Radiant'T'C            |     | 1-0 | 2-1 | 10-0 | 2-0 | 7-0 |
| 2    | Maziya SRC           | 37  | 19 | 12 | 1 | 6  | 38 | 18 | +20  |  | Maziya SRC                 |     |     | 2-3 | 1-0  | 2-0 | 3-0 |
| 3    | BG Sports            | 24  | 19 | 7  | 3 | 9  | 19 | 23 | -4   |  | BG Sports                  |     |     |     | 0-1  | 0-0 | 1-0 |
| 4    | All Youth Linkage FC | 24  | 19 | 7  | 3 | 9  | 15 | 34 | -19  |  | All Youth Linkage FC       |     |     |     |      | 2-1 | 2-0 |
| 5    | Club Valencia        | 22  | 19 | 5  | 6 | 8  | 26 | 39 | -13  |  | Club Valencia              |     |     |     |      |     | 0-2 |
| 6    | Club Eagles          | 17  | 19 | 4  | 5 | 10 | 17 | 37 | -20  |  | Club Eagles                |     |     |     |      |     |     |

|  | Qualification pour la phase finale                         |
|  | T : Tenant du titre C : Vainqueur de la Coupe des Maldives |

### Poule de promotion-relégation
Les deux derniers de Dhivehi League affrontent les deux premiers de deuxième division. Les deux meilleures équipes se maintiennent ou accèdent à la Dhivehi League de la saison prochaine.
| Rang | Équipe             | Pts | J | G | N | P | Bp | Bc | Diff |  | Résultats (▼ dom., ► ext.) | Mah | Vic | VBA | Mec  |
| ---- | ------------------ | --- | - | - | - | - | -- | -- | ---- |  | -------------------------- | --- | --- | --- | ---- |
| 1    | Mahibadhoo SC (D2) | 7   | 3 | 2 | 1 | 0 | 15 | 3  | +12  |  | Mahibadhoo SC (D2)         |     | 4-2 | 1-1 | 10-0 |
| 2    | Victory SC         | 6   | 3 | 2 | 0 | 1 | 8  | 6  | +2   |  | Victory SC                 |     |     | 3-2 | 3-0  |
| 3    | VB Addu FC         | 4   | 3 | 1 | 1 | 1 | 7  | 6  | +1   |  | VB Addu FC                 |     |     |     | 4-2  |
| 4    | SC Mecano (D2)     | 0   | 3 | 0 | 0 | 3 | 2  | 17 | -15  |  | SC Mecano (D2)             |     |     |     |      |

- Mahibadhoo SC est promu, VB Addu FC  est relégué.

## Bilan de la saison
| Championnat des Maldives de football 2013 |                         |
| Champion                                  | New Radiant (10e titre) |
| Coupes et trophées                        |                         |
| Vainqueur de la Coupe des Maldives 2013   | New Radiant             |
| Qualifications continentales              |                         |
| Coupe de l'AFC 2014                       | New Radiant             |
| Coupe de l'AFC 2014                       | Maziya SRC              |
| Promotions et relégations                 |                         |
| Promus en Dhivehi League                  | Mahibadhoo SC           |
| Relégués                                  | VB Addu FC              |